# Laccobiini
Laccobiini es una tribu de coleópteros acuáticos en la subfamilia Hydrophilinae. La tribu contiene 367 especies en ocho géneros.

## Géneros
- Arabhydrus
- Hydrophilomima
- Laccobius
- Oocyclus
- Ophthalmocyclus
- Pelthydrus
- Scoliopsis
- Tritonus